# フレッシュ・ワロンヌ2009
フレッシュ・ワロンヌ2009（Flèche Wallonne 2009）は、フレッシュ・ワロンヌ(HIS)の73回目のレース。2009年4月22日に行われた。

## 結果
シャルルロワからユイまでの200km
|     | 選手名                     | 国籍           | チーム                                 | 時間          |
| --- | -------------------------- | -------------- | -------------------------------------- | ------------- |
| 1   | ダヴィデ・レベッリン       | イタリア       | セッラメンティ                         | 4時間42分15秒 |
| 2   | アンディ・シュレク         | ルクセンブルク | チーム・サクソバンク                   | +02秒         |
| 3   | ダミアーノ・クネゴ         | イタリア       | ランプレ・N.G.C                        | 同            |
| 4   | サムエル・サンチェス       | スペイン       | エウスカルテル・エウスカディ           | +07秒         |
| 5   | カデル・エヴァンス         | オーストラリア | サイレンス・ロット                     | 同            |
| 6   | トーマス・ルヴクヴィスト   | スウェーデン   | チーム・コロンビア＝ハイロード         | 同            |
| 7   | アレハンドロ・バルベルデ   | スペイン       | ケス・デパーニュ                       | +11秒         |
| 8   | サイモン・ジェラン         | オーストラリア | サーヴェロ・テストチーム               | 同            |
| 9   | ミヒャエル・アルバジーニ   | スイス         | チーム・コロンビア＝ハイロード         | 同            |
| 10  | リナルド・ノチェンティーニ | イタリア       | アージェードゥーゼル・ラ・モンディアル | +15秒         |
| 143 | 土井雪広                   | 日本           | スキル・シマノ                         | +1分24秒      |